# USS Queenfish (SS-393)
USS Queenfish (SS-393) – zwodowany 30 listopada 1943 roku w stoczni Portsmouth Naval Shipyard amerykański okręt podwodny typu Balao, podstawowej obok jednostek typu Gato serii amerykańskich okrętów podwodnych w czasie drugiej wojny światowej. Podczas wojny brał udział w wojnie na Pacyfiku, po jej zakończeniu zaś przeszedł modernizację GUPPY IIA prowadzącą do zwiększenia prędkości podwodnej. W trakcie wojny podwodnej zatopił osiem jednostek japońskich, o łącznej pojemności 40 767 BRT. Jednym z zatopionych statków był korzystający z zagwarantowanego przez amerykański Departament Stanu prawa przejścia Awa Maru, za co jego dowódca kmdr Charles Loughlin stanął przed sądem wojskowym.

## Konstrukcja i budowa
Jak inne jednostki swojego typu, został zaprojektowany w konstrukcji częściowo dwukadłubowej, otrzymał kadłub sztywny ze stali o zwiększonej ciągliwości i wytrzymałości celem zwiększenia testowej głębokości zanurzenia do 400 stóp (122 metry). Uzbrojony był w 24 torpedy Mark XIV wystrzeliwane z sześciu wyrzutni torpedowych na dziobie oraz czterech wyrzutni rufowych. Układ napędowy tych okrętów stanowiły oryginalnie cztery generatory elektryczne Diesla oraz cztery silniki elektryczne o mocy 2740 shp, napędzające dwa wały napędowe ze śrubami, co pozwoliło mu na pływanie z prędkością 20,25 węzła na powierzchni i 8,75 węzła w zanurzeniu. Przeprowadzona po wojnie modernizacja GUPPY IIA zwiększyła jego prędkość podwodną do 16 węzłów)
Stępkę pod okręt położono 27 lipca 1943 w Portsmouth, gdzie Queenfish został zwodowany 30 listopada tego samego roku, a 11 marca 1944 roku jednostka weszła do służby w United States Navy pod nazwą USS Queenfish (SS-393).

## Atak na Awa Maru
W połowie 1944 roku, rząd Stanów Zjednoczonych zatroskany był okrutnym traktowaniem przez Japonię amerykańskich jeńców wojennych w japońskich Terytoriach Południowych. Za pośrednictwem neutralnej Szwajcarii zwrócił się więc do rządu Japonii z pytaniem, czy Japonia dostarczy do Terytoriów Południowych środki Międzynarodowego Czerwonego Krzyża zapewnione przez Stany Zjednoczone. Władze cesarstwa przyjęły początkowo chłodno amerykańską prośbę, jednak po odcięciu przez amerykańskie okręty szlaków morskich na południe, ujrzały w amerykańskiej propozycji sposób na skryte dostarczenie do odciętych tam wojsk japońskich amunicji i zaopatrzenia wojennego, a w drodze powrotnej przewiezienie do Japonii setek dowódców i członków załóg jednostek morskich. W lutym 1945 roku zatem, rząd Japonii przystał na amerykańska propozycję. Zaangażowany do tego duży statek Awa Maru o pojemności ponad 11 000 BRT został w Japonii załadowany tonami amunicji i części zamiennych do samolotów oraz 2 000 ton pomocy humanitarnej. Japonia oficjalnie ogłosiła trasę statku, który 17 lutego miał opuścić Meji w Japonii udając się do Singapuru i portów indonezyjskich a następnie powrócić przez Hongkong i Takao, Formozę, następnie przez Cieśninę Formoza do Japonii. Awa Maru miał być specjalnie oznakowany białymi krzyżami po każdej stronie, oraz białymi krzyżami świetlnymi w nocy. Statek miał mieć również włączone światła nawigacyjne podczas pory nocnej.
W Stanach Zjednoczonych jednak wiele osób było sceptycznych wobec tego rejsu. Wśród nich znajdowali się admirałowie Charles Lockwood – dowódca floty podwodnej Floty Pacyfiku – oraz James Fife, w tym czasie dowódca wszystkich jednostek podwodnych VII Floty. Sceptycy patrzyli z podejrzliwością na nadmierną liczbę japońskich statków szpitalnych, pływających z oraz do Japonii. Powstrzymywali się jednak od protestów, uznając to za sprawę Departamentu Stanu. Na początku lutego 1945 roku, obaj dowódcy floty podwodnej wysłali do swoich okrętów niekodowane informacje otwartym tekstem, zawiadamiające dowódców o szczegółach rejsu Awa Maru wraz z nakazem umożliwienia jednostce bezpiecznego przejścia. Admirał Lockwood wysyłał te informacje trzykrotnie, po trzy razy w ciągu nocy - łącznie dziewięć razy.
Japoński statek bezpiecznie przepłynął swoją trasę na południe, obserwowany przez amerykańskie okręty podwodne, zawijając do kolejnych portów etapowych, gdzie dokonano załadunku tysięcy balii surowej gumy i innych strategicznych surowców. Dodatkowo, zaokrętowano około 1700 pasażerów, głównie kapitanów statków handlowych, oficerów marynarki, mechaników oraz marynarzy i pewną liczbę urzędników państwowych.
Admirałowie Lockwood i Fife poczuli się jeszcze bardziej zaniepokojeni, gdy japońskie dowództwo ogłaszając powrotną marszrutę statku, wyznaczyło ją przez obszar wielkiego japońskiego pola minowego między zachodnim wybrzeżem Wysp Nansei, a brzegami Chin – o którym Amerykanie wiedzieli ze źródeł wywiadowczych. Lockwood i Fife, podejrzewali iż Japończycy chcieli wpoić w Amerykanów przekonanie, że rejon jest bezpieczny, aby zwabić amerykańskie okręty podwodne w pułapkę minową. Tuż jednak przed wyjściem Awa Maru w drogę powrotną, ogłosili nową trasę jednostki, która omijała niebezpieczny rejon.
Na początku marca adm. Lockwood ponownie wysłał do wszystkich okrętów podwodnych wiadomość otwartym tekstem, powtarzając ją trzykrotnie każdej z trzech nocy. 28 marca wysłał jeszcze jedną, tym razem zakodowaną wiadomość "do wszystkich okrętów podwodnych":

POZWOLIĆ PRZEJŚĆ BEZPIECZNIE AWA MARU PRZEWOŻĄCEJ ZAOPATRZENIE JEŃCÓW WOJENNYCH. BĘDZIE PRZEPŁYWAŁA PRZEZ WASZE REJONY MIĘDZY 30 MARCA I 4 KWIETNIA. JEST OŚWIETLONA W NOCY I OKLEJONA BIALYMI KRZYŻAMI.

Dowódca USS Greenfish, kmdr Charles Loughlin, otrzymał tę wiadomość, jednakże nie otrzymał wcześniejszych otwartych wiadomości, prawdopodobnie nie zawiadomiony o nich przed swojego oficera komunikacji. Po odkodowaniu wiadomości z 29 marca, dowódca Greenfisha uznał ją za "najgłupszą wiadomość jaką kiedykolwiek widział", gdyż nie była skierowana do żadnego konkretnego okrętu podwodnego i nie zawierała jakichkolwiek informacji na temat kursu, prędkości oraz trasy japońskiego statku.

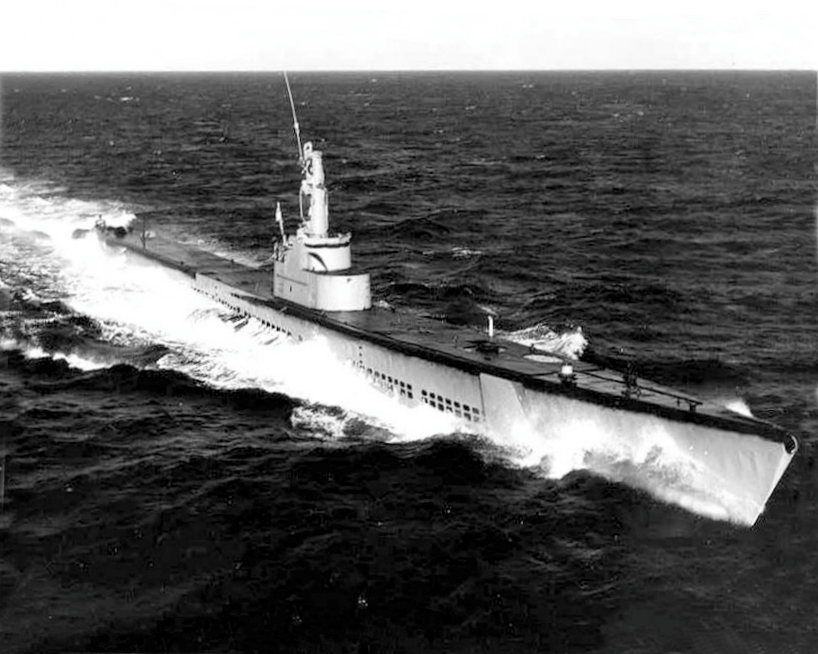
USS Queenfish (SS-393) po powojennej modernizacji GUPPY

1 kwietnia, członek tego samego wilczego stada, USS Sea Fox (SS-402) trafił na mały konwój i zaatakował go uszkadzając frachtowiec. Jego dowódca Roy Klinker powiadomił droga radiową Loughlina o uzyskanym kontakcie, a dwie godziny później Queenfish uzyskał pojedynczy kontakt radarowy na jednostkę w odległości 15 500 metrów. Dowódca Queenfish rozpoznał echo, jako niszczyciel tropiący Sea Foxa który zaatakował broniony przez niego konwój. Korzystając ze wskazań radaru, okręt podwodny kmdra Loughlina zbliżył się do swojego celu na odległość 1 kilometra, jednak z powodu mgły widoczność wzrokowa ograniczona była do 180 metrów. Amerykański dowódca obrócił więc okręt, i wystrzelił na namiar radowy 4 torpedy z rufowych wyrzutni torpedowych. Torpedy ustawione były na głębokość 90 centymetrów, wystrzelone zaś w wachlarzu o rozstawie 90 metrów. Wkrótce potem, dokładnie o przewidzianym czasie, akustyk okrętu usłyszał 4 eksplozje, a prywatnie Loughlin mógł czuć satysfakcję z perfekcyjnego trafienia czterech torped w 90-metrowy niszczyciel, co nie było wcale łatwe. Queenfish podszedł do rejonu zatopienia w celu podniesienia rozbitków, jednak na miejscu znaleziono jedynie plamę oleju napędowego i między 15 a 20 ludzi trzymających się pływających szczątków, z których jeden zgodził się wejść na pokład okrętu podwodnego. Rozbitek był w złej kondycji, fizycznej, toteż dopiero po kilku godzinach dowódca okrętu poznał prawdę - zatopił Awa Maru.
Kmdr Loughlin natychmiast powiadomił admirała Lockwooda o swoim błędzie. Dowódca floty po otrzymaniu wiadomości, czuł się zmartwiony trzema sprawami. Po pierwsze, iż incydent wywoła międzynarodowy skandal porównywalny ze sprawą zatopienia przez Niemców Lusitanii na czym ucierpi wizerunek Stanów Zjednoczonych, po drugie, że Japończycy mogą "wziąć barbarzyński odwet" na amerykańskich jeńcach wojennych - zwłaszcza na pojmanych członkach załóg okrętów podwodnych, po trzecie zaś obawiał się, że w imię załatwienia sprawy, może zostać poświęcony kmdr Loughlin - jeden z jego najlepszych dowódców. Lockwood powiadomił o zajściu dowódcę Floty Pacyfiku admirała Chestera Nimitza oraz najwyższego wojskowego dowódcę US Navy, szefa operacji morskich adm. Ernesta Kinga, oraz rozkazał Loughinowi i Klinkerowi przeszukiwanie rejonu w poszukiwaniu dalszych ocalałych z Awa Maru.
Gdy admirał King otrzymał wiadomość od dowódcy okrętów podwodnych Floty Pacyfiku, zareagował z typowym dla siebie chłodem i szorstkością. Wysłał w Lockwoodowi wiadomość radiową o treści:

ROZKAŻ LOUGHINOWI NATYCHMIAST POWRÓCIĆ DO PORTU... ZDEJMIJ
LOUGHLINA Z DOWÓDZTWA I POSTAW GO PRZED SĄD WOJENNY.

### Sąd wojenny
W miejscu zatopienia Awa Maru, ani Loughin ani Klinker nie mogli znaleźć więcej rozbitków. Cała załoga oraz 1700 pasażerów najwyraźniej utonęli. Gdy jednak oba okręty podwodne pływały w okolicy między szczątkami, ich załogi naliczyły około 400 pływających po powierzchni bel surowego kauczuku. Loughin wyciągnął z wody i umieścił pod pokładem 4 z nich, po czym z ciężkim sercem wziął kurs na Saipan. W drodze Greenfish otrzymał przekaz radiowy o pilotach którzy zostali zestrzeleni w jego okolicy. Schodząc więc z kursu, Loughin odnalazł w gumowej łodzi 13 ludzi - załogę wielkiego samolotu patrolowego marynarki, która spędziła w niej niemal cztery dni. Po wzięciu ich pod pokład, Queenfish udał się na Guam, gdzie przybył 12 kwietnia, w dniu śmierci prezydenta Franklina Roosevelta. W Guam zaskoczony i pozbawiony dowództwa Loughin, stwierdził, że admirał Lockwood mimo wszystko wspiera go. Admirał wysłał kilkanaście not do admirała Nimitza i innych osób, w których brał na siebie część winy za katastrofę, gdyż jak stwierdzał, powinien być bardziej precyzyjny w swoim zaszyfrowanym komunikacie z 28 marca do podległych mu jednostek. Admirał Lockwood zaangażował do obrony Loughina adwokata Chestera Brutona – dowódcę okrętu podwodnego USS Greenling (SS-213) – oraz asystenta z Korpusu Marines. Sam nie mógł być obecny podczas obrad sądu wojennego, gdyż został odwołany do Stanów Zjednoczonych na konferencję poświęconą sonarom. Złożył jednak zeznanie pod przysięgą.
Burton wraz ze swoim asystentem, posłużyli się w obronie Loughina wszelkimi argumentami, na jakie mogli wpaść. Podnosili, że Awa Maru zamiast służyć do transportu leków i innych środków niezbędnych jeńcom wojennym, dostarczał w rzeczywistości amunicję i inną kontrabandę, co przekreślało jej prawo do wolnego przejścia. W celu dowiedzenia tego, posłużyli się zeznaniami świadka, uratowanego przez Greenfish Kantora Shimodę, który na Awa Maru był stewardem. Sąd odrzucił jednak tę linię obrony, gdyż stwierdził, że komandor Loughin nie miał możliwości wiedzieć co rzeczywiście przewozi japoński statek, a nawet gdyby wiedział, nie miał prawa samodzielnie znosić droit de passage zagwarantowanego Awa Maru przez Departament Stanu Stanów Zjednoczonych.
Wobec niepowodzenia tej linii obrony, prawnicy podnieśli inny argument – brak zamiaru. Brak zamiaru był w tym wypadku łatwy do udowodnienia, i to przez samego kmdr. Charlesa Loughlina. Gdyby bowiem usiłował zatopić wielki statek, a nie znacznie mniejszy niszczyciel – jak był przekonany, rozkazałby ustawić większą niż zaledwie 90 cm głębokość biegu torped, która była konieczna do trafienia okrętu o znacznie mniejszym od dużego statku zanurzeniu. W zamiarze trafienia jednostki o dużej długości, strzelałby też wachlarzem o większym rozstawieniu. Ta linia obrony, umożliwiła też Burtonowi przedstawienie znakomitych dotychczasowych rezultatów działań bojowych Loughlina, co normalnie nie jest dopuszczalne w tego typu sprawach. W ten sposób, obrońca wpłynął na sąd - członkowie składu którego byli pod wrażeniem dokonań bojowych oskarżonego. Innym czynnikiem który wpłynął na pozytywne nastawienie sądu do Loughlina była jego uporczywa odmowa jakiegokolwiek obciążenia odpowiedzialnością radiotelegrafisty z USS Greenfish i innych członków załogi, którzy nie dostarczyli mu niekodowanych wiadomości od adm. Lockwooda w sprawie Awa Maru. Członkowie składu, byli pod wrażeniem tej manifestacji lojalności dowódcy okrętu wobec swojej załogi. Po wysłuchaniu przedstawionych dowodów, sąd wydał werdykt. Wyrok odrzucił zarzuty zawinionej nieudolności w służbie oraz zignorowania zgodnych z prawem rozkazów, uznał jednak Loughina winnym zaniedbania w przestrzeganiu rozkazów oraz orzekł karę pisemnego upomnienia (Letter of Admonition) od Sekretarza Marynarki.
Admirał Nimitz, który był zdania, że wyrok powinien być sroższy, na wieść o orzeczeniu wpadł w wściekłość. Dał członkom składu orzekającego Letter of Reprimand - naganę, karę znacznie surowszą niż ta na którą sąd skazał Loughina, jednak w rzeczywistości ta kara nie została wpisana do akt personalnych członków składu. Tymczasem jednak, Loughin poniósł konsekwencje profesjonalne. Decyzją admirała Kinga nie dostał więcej okrętu w dowództwo, w związku z czym admirał Lockwood przeniósł go do swojego sztabu i wyznaczył go kierowania działalnością szkoleniową.

## Podsumowanie
Zestawienie uznanych przez po wojnie JANAC zatopień: 
| Data              | Nazwa jednostki | Klasa             | Tonaż      | Pozycja         | Skutek     |
| ----------------- | --------------- | ----------------- | ---------- | --------------- | ---------- |
| 31 sierpnia 1944  | Chiyoda Maru    | tankowiec         | 4 700      | 21-21N, 121-06E | zatopiony  |
| 9 września 1944   | Toyooka Maru    | pasażer.-cargo    | 7 097      | 19-45N, 120-56E | zatopiony  |
| 9 września 1944   | Manshu Maru     | transportowy      | 3 054      | 19-45N, 120-56E | zatopiony  |
| 8 listopada 1944  | Keijo Maru      | cargo             | 1 051      | 31-09N, 129-38E | zatopiony  |
| 8 listopada 1944  | Hakko Maru      | cargo             | 1 948      | 31-09N, 129-38E | zatopiony  |
| 9 listopada 1944  | Chojusan Maru   | ex-kanonierka     | 2 131      | 31-17N, 129-10E | zatopiony  |
| 15 listopada 1944 | Akitsu Maru     | transp. samolotów | 9 186      | 33-15N, 128-10E | zatopiony  |
| 1 kwietnia 1945   | Awa Maru        | pasażer.-cargo    | 11 600     | 25-25N, 120-07E | zatopiony  |
| 8 jednostek       | 8 jednostek     | 8 jednostek       | 40 767 ton | 40 767 ton      | 40 767 ton |